# Still Cruisin'
Still Cruisin' es el álbum de estudio número veintiséis por The Beach Boys, y el número treinta y cinco oficial (contando compilaciones y álbumes en vivo), y su último lanzamiento de los años 1980. Este álbum alcanzó el puesto n. º 46 en Estados Unidos durante 22 semanas en venta, años después fue galardonado como disco de platino.

## Historia
Después del lanzamiento de "Kokomo" (cuando fue lanzado como un sencillo de la banda sonora de película de Cocktail), dio a The Beach Boys su primer número uno en Estados Unidos desde 1966 con "Good Vibrations". Se decidió reunir un álbum de canciones recientes y algunos clásicos del grupo. También se incluyeron algunas canciones que se habían usado en películas recientes. Las canciones de Still Cruisin', "Somewhere Near Japan" y "Island Girl" fueron grabadas para el álbum durante un tour de The Beach Boys con músicos de estudio y el productor Terry Melcher. 
Debido a su relación en curso con el doctor Eugene Landy, la única contribución en solista de Brian Wilson a este álbum era "In My Car". Sin embargo, los casos del tribunal subsecuentes han hecho que el nombre de Landy sea retirado de los créditos de esta canción, como en otros temas, así como también en el álbum de 1988 de Brian Wilson solista, estos créditos fueron quitados.
"Kokomo" era un reciente sencillo, como era "Wipe Out", junto al dúo de rap Fat Boys. La canción se tendría que haber grabado primero con Run-DMC, pero Mike Love al parecer grabó la canción con otro grupo. "Make It Big" fue grabado para la película Troop Beverly Hills, y las tres canciones restantes, "I Get Around", "Wouldn't It Be Nice" y "California Girls", eran clásicos, a partir de las primeras épocas del grupo, que había sido usadas en películas recientes.
El sencillo "Kokomo" alcanzó el disco de oro en Estados Unidos, y dio a The Beach Boys su mejor sencillo desde 1966. Still Cruisin' está disponible para descargar, aunque solo en iTunes y otros sitios de descarga de música, el álbum se reeditó en 2004, aunque es poco habitual verlo en venta.

## Recepción
A pesar de su éxito comercial, Still Cruisin fue terriblemente criticado. Hasta el día de hoy, es considerado como el peor trabajo de The Beach Boys después del siguiente álbum Summer In Paradise. Al igual que dicho álbum, actualmente es difícil escuchar Still Cruisin de manera convencional, con su descarga digital siendo la opción más viable.

## Lista de canciones
Todas las canciones escritas y compuestas por Brian Wilson y Mike Love, excepto donde se indica. 
| N.º | Título                                                                            | Vocalista principal                       | Duración |  |
| 1.  | «Still Cruisin'1» (Mike Love y Terry Melcher)                                     | Mike Love                                 | 3:35     |  |
| 2.  | «Somewhere Near Japan» (Bruce Johnston, Mike Love, Terry Melcher y John Phillips) | Mike Love, Carl Wilson y Al Jardine       | 4:48     |  |
| 3.  | «Island Girl» (Al Jardine)                                                        | Al Jardine, Carl Wilson y Mike Love       | 3:49     |  |
| 4.  | «In My Car» (Brian Wilson, Eugene E. Landy y Alexandra Morgan)                    | Brian Wilson y Carl Wilson                | 3:21     |  |
| 5.  | «Kokomo2» (Mike Love, Scott McKenzie, Terry Melcher y John Phillips)              | Mike Love y Carl Wilson                   | 3:35     |  |
| 6.  | «Wipe Out3» (Bob Berryhill, Pat Connolly, Jim Fuller y Ron Wilson)                | The Fat Boys y Brian en voces secundarias | 4:00     |  |
| 7.  | «Make It Big4» (Mike Love, Bob House y Terry Melcher)                             | Mike Love y Carl Wilson                   | 3:08     |  |
| 8.  | «I Get Around5» (Brian Wilson y Mike Love)                                        | Brian Wilson y Mike Love                  | 2:09     |  |
| 9.  | «Wouldn't It Be Nice6» (Brian Wilson y Tony Asher)                                | Brian Wilson y Mike Love                  | 2:22     |  |
| 10. | «California Girls7» (Brian Wilson y Mike Love)                                    | Mike Love                                 | 2:35     |  |

## Videos clip
Cuatro de las canciones de Still Crusin' fueron utilizadas para videos promocionales de canciones. 
- "Still Cruisin' (canción)"
- "Somewhere Near Japan"
- "Kokomo (canción)"
- "Wipe Out"